# Административное деление Греции

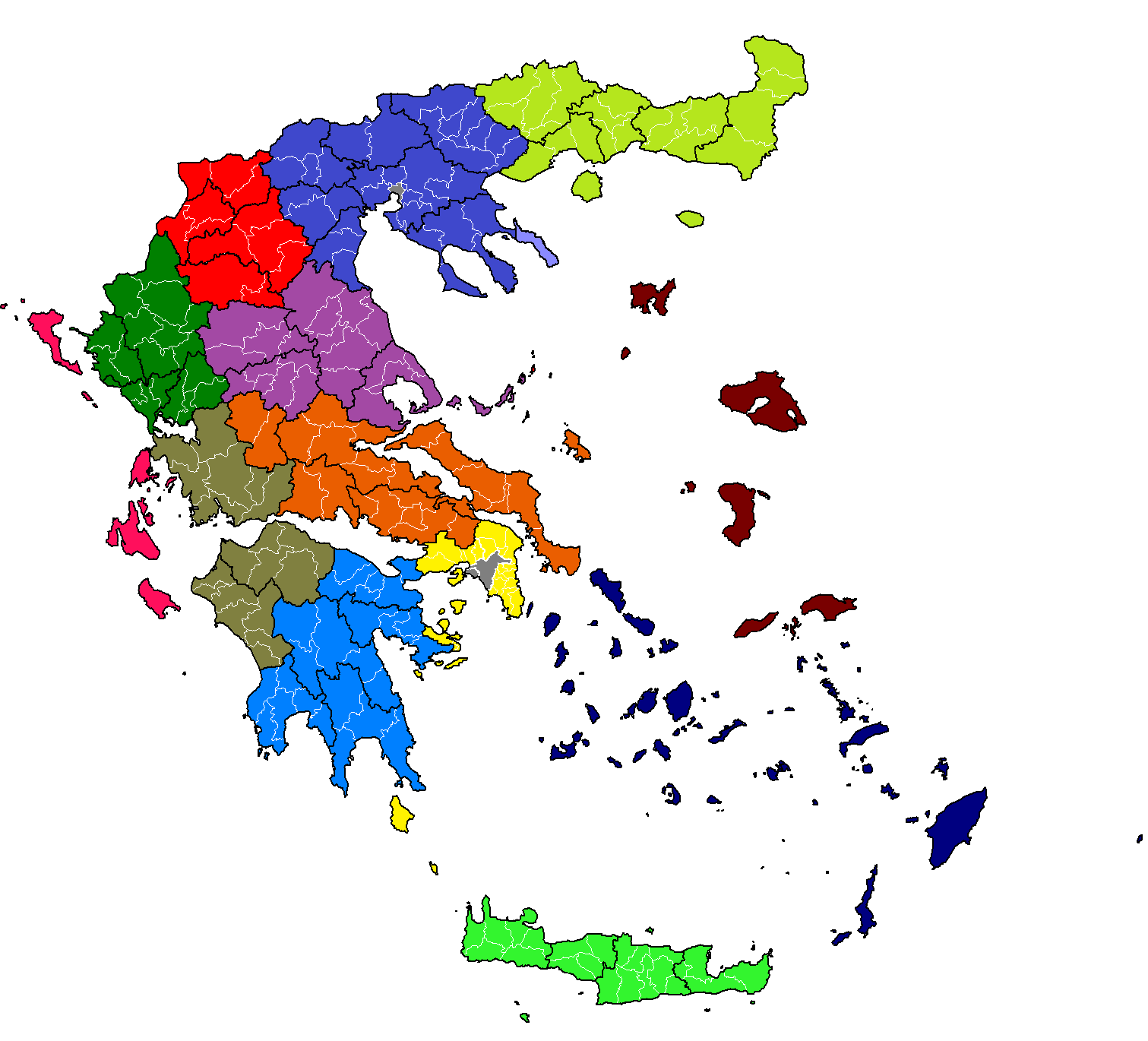
Административное деление Греции по Программе «Калликратиса». Цвета соответствуют перифериям. Черными линиями они делятся на периферийные единицы, те, в свою очередь, белыми - на димы.

Административное деление Греции — текущее деление Греции сформировано по Программе «Калликратиса» и действует с 1 января 2011 года. По этому делению Греция административно состоит из 7 децентрализованных администраций, 13 периферий, 74 периферийных единиц и 325 димов (общин). Периферии и димы полностью самоуправляются. Автономное монашеское государство Святой Горы освобождается от этих реформ и сохраняет свои институты согласно «Уставной Хартии Святой Горы Афонской» 1924 года.
Низшей формой организации местного самоуправления (третий уровень) является дим (муниципалитет). Мэр и городской совет избираются на пять лет всеобщим голосованием.
Организацией местного самоуправления второго уровня является периферийная единица, которая входит в состав более крупной административной единицы — периферии.
Организацией местного самоуправления первого уровня является периферия, которая соответствует большой географической области. Перифериарх и совет избираются на пять лет всеобщим голосованием. Периферии делятся на отделы, как правило, совпадающие с номами. Отделы управляются собственными вице-перифериархами, избираемыми вместе с перифериархом.
Децентрализованные администрации не являются органами самоуправления, а служат целям децентрализации управления страной. Включают в себя от 1 до 3 периферий и управляются генеральным секретарем, который назначается правительством Греции и принимает все решения, а также советом, в который входят все перифериархи и представители димов, который выполняет совещательную роль.